# Spentrup Idrætsforening
Spentrup Idrætsforening, eller blot Spentrup IF, grundlagt 1942, er en sportsforening i Spentrup, ca. 10 km. nord for Randers. Foreningen har ca. 1100 medlemmer.
Spentrup IF har afdelinger for fodbold, håndbold, gymnastik, badminton, fitness og volleyball.